# جون باتريك هيغينز
جون باتريك هيغينز (بالإنجليزية: John Patrick Higgins) هو محامي وقاضي وضابط وسياسي أمريكي، ولد في 19 فبراير 1893 في الولايات المتحدة، وتوفي في 2 أغسطس 1955 في نفس البلد. حزبياً، نشط في الحزب الديمقراطي. وقد انتخب عضو مجلس نواب ماساتشوستس وانتخب عضو مجلس النواب الأمريكي.